# Municipio de Worth (condado de Mercer)
El municipio de Worth  (en inglés: Worth Township) es un municipio ubicado en el condado de Mercer en el estado estadounidense de Pensilvania. En el año 2000 tenía una población de 830 habitantes y una densidad poblacional de 13.0 personas por km².

## Geografía
El municipio de Worth se encuentra ubicado en las coordenadas 41°16′00″N 80°02′59″O / 41.26667, -80.04972.

## Demografía
Según la Oficina del Censo en 2000 los ingresos medios por hogar en la localidad eran de $41,328 y los ingresos medios por familia eran $46,719. Los hombres tenían unos ingresos medios de $30,573 frente a los $21,818 para las mujeres. La renta per cápita para la localidad era de $18,434. Alrededor del 8,4% de la población estaban por debajo del umbral de pobreza.